# Романенко, Валентин Андреевич
Валентин Андреевич Романенко (род. 1 сентября 1959, Киев) — советский хоккеист, вратарь.

## Биография
Валентин Романенко родился 1 сентября 1959 года в Киеве.
Начал играть в хоккей с шайбой в киевском «Соколе». В дебютном сезона-1975/76 в первой лиге провёл 2 матча, а в следующем розыгрыше ни разу не выходил на лёд.
В 1977 году перешёл в минское «Динамо», также выступавшее в первой лиге, где за два сезона сыграл 10 матчей.
В сезоне-1979/80 входил в заявку киевского «Машиностроителя» во второй лиге. В сезоне-1980/81 закрепился в составе московского СКА МВО, проведя 39 матчей в первой лиге.
В 1981 году перебрался в ижевскую «Ижсталь». В сезоне-1981/82 сыграл единственный в карьере матч в высшей лиге: 16 января 1982 года после двух периодов матча с рижским «Динамо» при счёте 2:8 заменил Алексея Тверизовского и пропустил две шайбы. Также сыграл в 4 поединках переходного турнира.
В сезоне-1982/83 выступал за воронежский «Буран» в первой лиге, провёл 37 матчей.
В 1983—1985 годах выступал во второй лиге за киевский «Машиностроитель» / ШВСМ.
В 1989—1991 годах играл во второй лиге за брянскую «Десну», проведя за два сезона 102 матча.